# Salem, Georgia
Salem är en ort i Upson County i delstaten Georgia, USA.